# Аристовский, Вячеслав Михайлович
Вячеслав Михайлович Аристовский (1882—1950) — советский микробиолог, иммунолог; академик АМН СССР (1945), Заслуженный деятель науки РСФСР (1945). Генерал-майор медицинской службы.
Написал труды по иммунологии и медицинской микробиологии. Разработал метод культивирования спирохет-возбудителей возвратного тифа и предложил прибор для культивирования анаэробов, названный в его честь аппаратом Аристовского.

## Биография
Родился 26 ноября (8 декабря) 1882 года в городе Чистополь Казанской губернии. Его отец, сын священника Христорождественской церкви села Янгильдина Козьмодемьянского уезда Казанской губернии, Михаил Георгиевич Аристовский (02.10.1851—?), после окончания Казанской духовной академии был преподавателем в  Томской духовной семинарии (1877), Чистопольском духовном училище (1880); 2 сентября 1877 года женился на дочери священника Евлампии Семеновне Троицкой.
В 1908 году окончил Казанский университет и начал научную деятельность — сначала в лаборатории физиологической химии у профессора А. А. Панормова, затем (с 1909 года) — в Бактериологическом институте при университете у профессора И. Г. Савченко, где защитил диссертацию на тему «Влияние окружающей среды на специфический цитолиз» и получил в 1912 году степень доктора медицины. С 1916 года — в Институте экспериментальной медицины (Петроград), где работал в Особой лаборатории по производству противобубонночумных препаратов, где занимался вместе с Е. С. Лондоном изготовлением противостолбнячной антитоксической сыворотки для действующей армии.
После Октябрьской революции, в 1918 году, вновь в Казани, Аристовский — приват-доцент бактериологии в Казанском университете, а с 1920 года — профессор, первый заведующий кафедрой микробиологии. С 1925 года — организатор и первый директор Институт эпидемиологии и микробиологии Наркомздрава Татарской АССР. С 1932 года — начальник кафедры микробиологии Военно-медицинской академии в Ленинграде. Имел воинское звание бригврач (присвоено 16.08.1938 г.).
В Казани учениками Аристовского были профессора М. И. Мастбаум, Б. Л. Мазур, Р. Р. Гельтцер, А. Ф. Агафонов, Г. Г. Кондратьев, З. Х. Каримова.
Был арестован в 1938 году, освобожден в 1939 году. Генерал-майор медицинской службы с 1 февраля 1943 года. Заслуженный деятель науки РСФСР (1945). Награждён орденами и медалями. Был женат, жена — Александра Ивановна. Их дочь — Татьяна Вячеславовна Аристовская (1912—2004).
Поступил на лечение в клинический госпиталь Военно-медицинской академии имени С. М. Кирова с диагнозом «двухсторонняя пневмония» 14 апреля 1950 года. Умер 4 мая 1950 года в Ленинграде — причина смерти: «Пневмония; сердечно-сосудистая недостаточность; рак предстательный железы». Похоронен на Богословском кладбище Ленинграда (участок К).